# 卡斯蒂尔努埃沃
卡斯蒂尔努埃沃，是西班牙卡斯蒂利亚-拉曼恰瓜达拉哈拉省的一个市镇。总面积20平方公里，总人口8人（2001年），人口密度0人/平方公里。